# St.-Martin-Kirche (Potshausen)

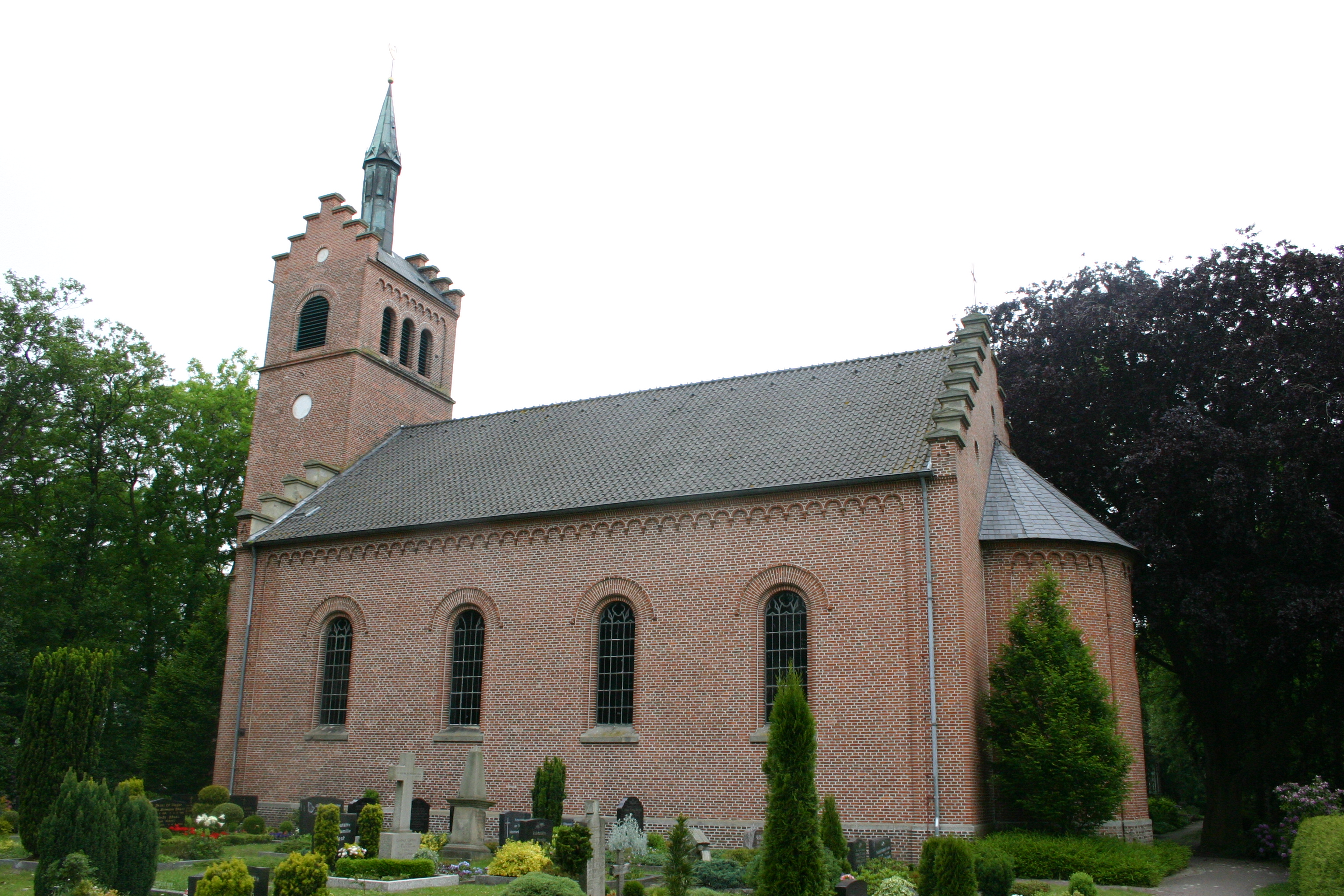
Die St.-Martin-Kirche

Die evangelisch-lutherische St.-Martin-Kirche (ⓘ) steht in Potshausen, einem Ortsteil der ostfriesischen Gemeinde Ostrhauderfehn.

## Geschichte
Potshausen ist eine sehr alte Siedlung, die im Laufe ihrer Geschichte immer wieder von tief ins Land reichenden Sturmfluten getroffen wurde. Die zunehmende Bodenvernässung ließ den Ort weiter niedergehen. Die erste Kirche wurde 1409 von Focko Ukena geplündert und eingeäschert, anschließend aber wieder instand gesetzt. 1865/66 wurde anstelle der alten, zu klein gewordenen Potshauser Kirche, das heutige Gotteshaus gebaut. Die Einweihung fand am 18. März 1866 statt.

## Beschreibung und Ausstattung

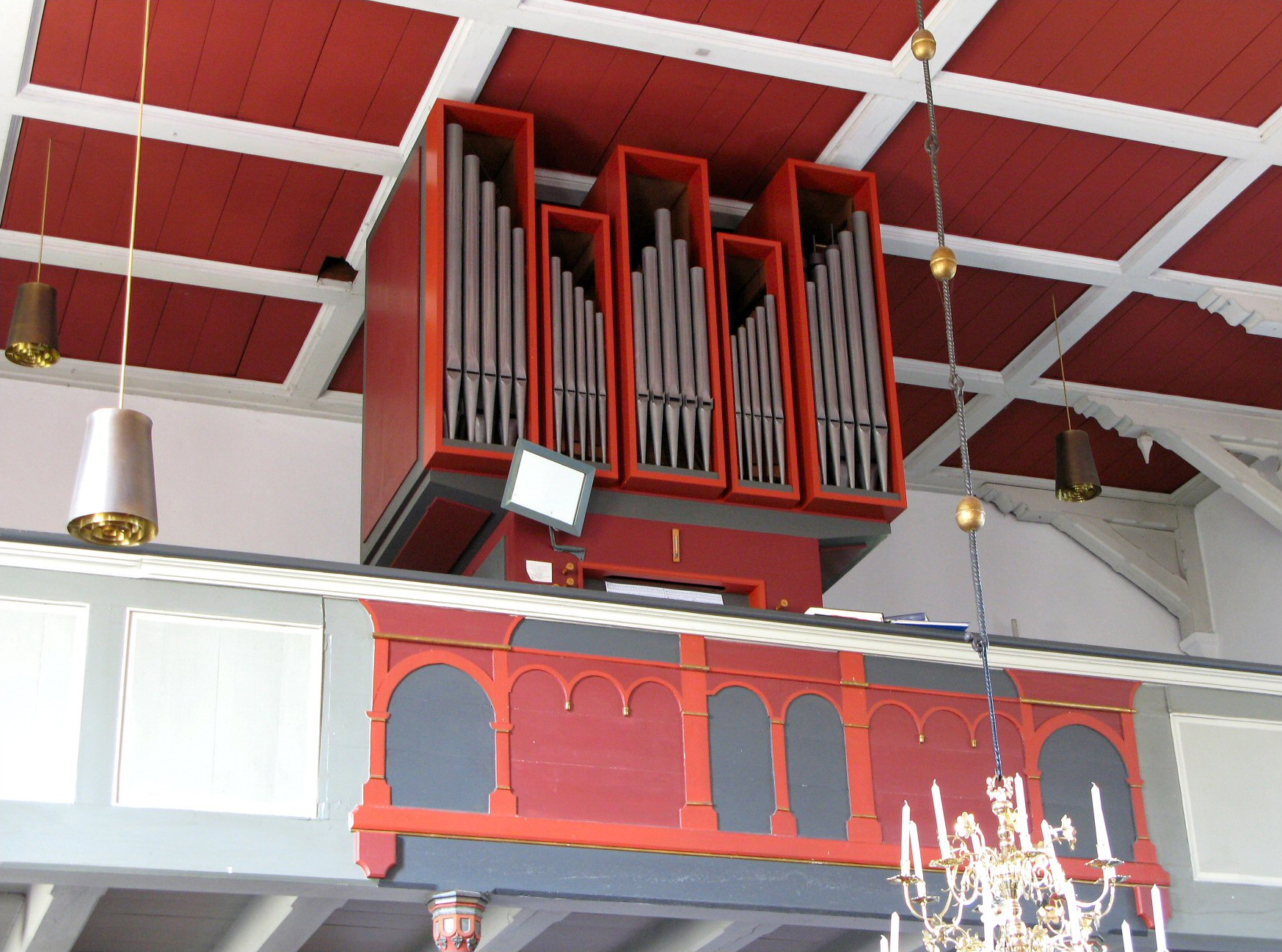
Die Führer-Orgel

St. Martin ist eine Backsteinsaalkirche im Stil der Neuromanik mit halbrunder Ostapsis, Rundbogenfenstern und zierlichem Westturm. Innen ist das Gebäude nach oben hin mit einer Flachdecke abgeschlossen.
Das Gotteshaus ist das älteste in Ostrhauderfehn und birgt kunsthistorisch wertvolle Ausstattungsgegenstände von überregionaler Bedeutung, die aus dem Vorgängerbau übernommen wurden. Dazu zählt das Altarretabel mit Gemälden zwischen Hermenpilastern und Beschlagwerk, das auf das Jahr 1647 datiert wird. An der Predella sind die zehn Apostel, in der Bekrönung eine Darstellung der Himmelfahrt zu sehen. Das zentrale Abendmahlsgemälde ist jüngeren Datums und wurde im 20. Jahrhundert ergänzt.
Zu den weiteren Ausstattungsgegenständen zählt ein Triumphkreuz aus der zweiten Hälfte des 15. Jahrhunderts, dessen Kreuzbalken später ergänzt wurden. Auf die Zeit um 1500 werden eine Pietà (das Gesicht Mariens abgesägt) und Anna selbdritt datiert. Die beiden Gelbgusskronen sind Werke aus den Jahren 1720 und 1865.

## Orgel
Eine erste Orgel baute Gerd Sieben Janssen 1867 mit acht Register auf einem Manual und Pedal ein. Das heutige Instrument wurde in den Jahren 1967–1969 vom Wilhelmshavener Orgelbauer Alfred Führer errichtet und 2003 vom Norder Orgelbauer Bartelt Immer renoviert und klanglich verbessert. Sie verfügt über neun Register auf zwei Manualen und Pedal. Die Disposition lautet wie folgt:
| I Manual C–  |    |
| Rohrflute    | 8′ |
| Prinzipal    | 4′ |
| Gedacktflute | 4′ |
| Mixtur IV–V  |    |

| II Manual C– |    |
| Gedackt      | 8′ |
| Hohlflute    | 4′ |
| Prinzipal    | 2′ |
| Salicional   | 2′ |

| Pedal C– |    |
| Regal    | 8′ |

- Koppeln: II/I, I/P, II/P
- Tremolo für die ganze Orgel